# Lithostege chaoticaria
Lithostege chaoticaria là một loài bướm đêm trong họ Geometridae.